# Bengt Dahlgren
Bengt Dahlgren, född 13 oktober 1836 i Björke församling, Älvsborgs län, död 16 november 1916 i Örs församling, Älvsborgs län, var en svensk sågverksägare och riksdagsman.
Dahlgren var kvarn- och sågverksägare i Assarebyn i Älvsborgs län. Som politiker var han ledamot av Sveriges riksdags andra kammare 1885–1887 samt 1894–1911.